# Karl Bodingbauer
Karl Bodingbauer (* 2. Februar 1903 in Wien; † 28. September 1946 in Schwaz) war ein österreichischer Bildhauer und Graveur.

## Leben
Karl Bodingbauer verbrachte Kindheit und Jugend in Korneuburg. Er absolvierte eine Lehre zum Graveur/Zieseleur und besuchte die Fachliche Fortbildungsschule für Juweliere, Gold- und Silberarbeiter und Graveure in Wien.
Von 1923 bis 1926 war er Meisterschüler des Bildhauers Anton Hanak an der Wiener Kunstgewerbeschule. Ab zirka 1928 lebte er in Schwaz, wo er seit 1937 verheiratet war. 
Nach dem Anschluss Österreichs ans Deutsche Reich im März 1938 wurde Karl Bodingbauer zum Wahlpropagandaleiter für den Kreis Schwaz ernannt, vermutlich war er schon vorher illegal in der NSDAP führend aktiv. Im April 1938 wurde er Kreispropagandaleiter und blieb es bis Kriegsende, auch nachdem er ab 1940 Wehrdienst leisten musste. Auf der Gauausstellung im Dezember 1940 wurde von ihm ein „Führerkopf“ aus Metall gezeigt.

## Schaffen
Bodingbauer schuf zahlreiche Monumental- und Kleinplastiken aus Stein, Bein, Metall oder Holz. Aufträge für Werke im öffentlichen Raum verdankte er mehrfach der Empfehlung des Architekten Clemens Holzmeister, u. a. für die St. Agatha-Kirche in Merchingen (Saarland).

## Werke

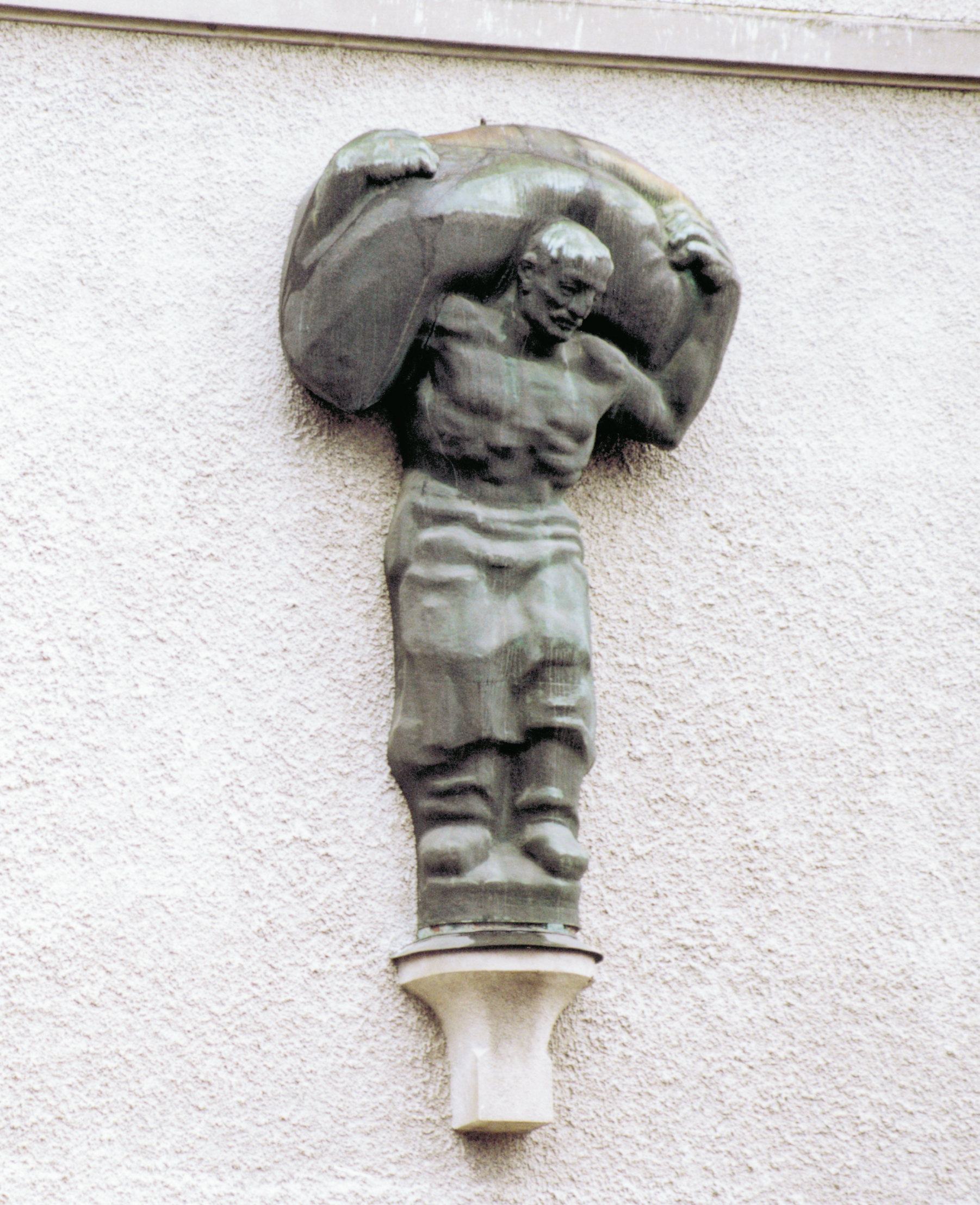
Sackträger an der Rauchmühle in Innsbruck (Foto: Martin Ortmeier, 2000)

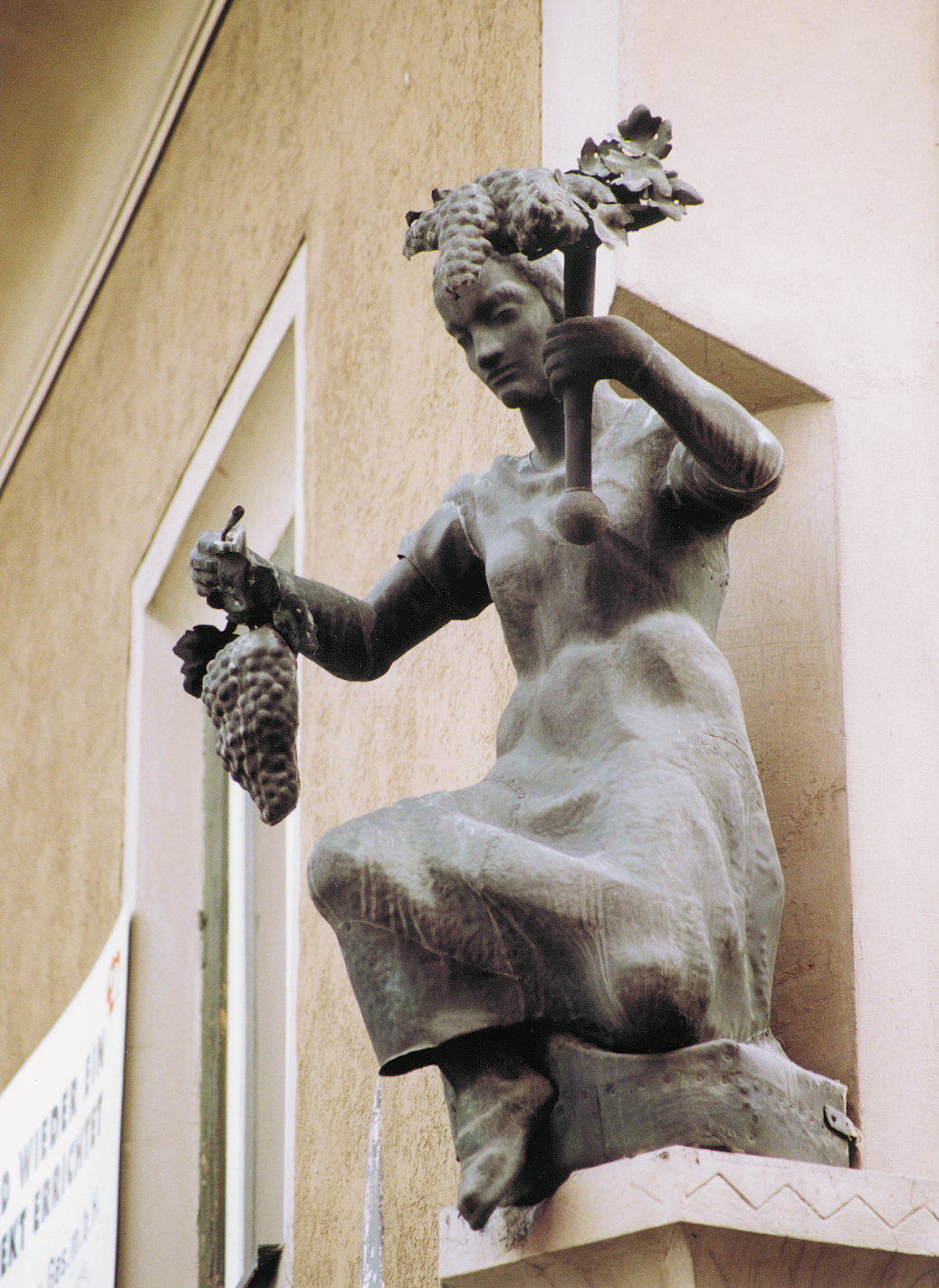
Allegorie des Weinbaus in Schwaz (Foto: Martin Ortmeier, 2000)

- Kassette (Stadtmuseum Korneuburg), 1922 Gesellenstück nach der Lehre im Graveur- und Emaillierbetrieb Hassa (Wien), kunstvolle wurde mit der Silbernen Medaille der Genossenschaft ausgezeichnet.
- Genius (Passau, Museum Moderner Kunst), 1925, Bein, H=16,7 cm, signiert[3]
- Sechs Skulpturen (Salzburg, Foyer Festspielhaus), 1926, Holz, H= je 80 cm[4]
- Erkerreliefs, Volksschule Jenbach, um 1927[5]
- Plastiken (Skulpturen?) Maria und Johannes, als Assistenzfiguren zum Kruzifix von Jakob Adlhart (Salzburg, 1926?)
- Schubert-Denkmal (Park der Stadtpfarrkirche Korneuburg), 1928
- Kruzifix (Seipel-Dollfuß-Gedächtniskirche, Wien), Holzskulptur?
- Reliefs an den Eichentüren des Landhauses, Eisenstadt
- Genius (Passau, Ludwigsstraße 14), 1930, Kupferblech getrieben, 1930[6]
- Christkönig aus getriebenem Kupferblech auf Betonkreuz, Reliefs Ölberg und Auferstehung, Kirche St. Agatha, Merzig, um 1930
- Winzerin (Allegorie des Weinbaus, Schwaz), um 1936, Kupferblech getrieben, auf einer Eckkonsole vor dem 1. Stock am ehemaligen Wirtshaus „Grauer Bär“[7]
- Sackträger (Innsbruck-Mühlau), o. J., Kupferblech getrieben, auf einer Steinkonsole an der „Rauchmühle“[8]
- Jungfräuliche Mutter (Tiroler Landesmuseum Ferdinandeum, Innsbruck, Inventar-Nr. P 2068), o. J., Kupferblech getrieben, H=120 cm

## Ausstellungen
- September 1971 Sparkasse Korneuburg (Studio S, Korneuburg) Ausstellung anlässlich des 25. Todestags. „Den Ehrenschutz über diese Ausstellung hatte Architekt Clemens Holzmeister übernommen, der in der Laudatio seine herzliche Beziehung zum Künstler betonte.“[9]
- 2006 Stadtmuseum Korneuburg (Korneuburg), Gedächtnisausstellung anlässlich des 60. Todestages. Gezeigt wurden Werke aus Privatbesitz und aus den Beständen des Museums[10]
- 2006 Gedächtnisausstellung zum 60. Todestag im Rabalderhaus in Schwaz[11]